# El Garabato
El Garabato es una localidad española del municipio de La Carlota, perteneciente a la provincia de Córdoba, en la comunidad autónoma de Andalucía.

## Historia
Hacia mediados del siglo XIX, el lugar ya pertenecía a La Carlota. Aparece descrito en el octavo volumen del Diccionario geográfico-estadístico-histórico de España y sus posesiones de Ultramar de Pascual Madoz de la siguiente manera:

GARABATO: ald. en la prov. de Córdoba, part. jud. de Posadas, térm. jurisdiccional de la Carlota á cuya v. pertenece. (V.)
(Madoz, 1847, p. 305)

Hacia 1876 la localidad tenía contabilizada una población de 200 habitantes. En 2022, la entidad singular de población tenía empadronados 222 habitantes y el núcleo de población 176 habitantes.